# Firmin Van Kerrebroeck
Firmin Van Kerrebroeck (ur. 14 grudnia 1922 w Wondelgem, zm. 17 sierpnia 2011 w Oudenaarde) – belgijski kolarz przełajowy i szosowy, srebrny medalista przełajowych mistrzostw świata.

## Kariera
Największy sukces w karierze Firmin Van Kerrebroeck osiągnął w 1957 roku, kiedy zdobył srebrny medal w kategorii elite podczas przełajowych mistrzostw świata w Edelare. W zawodach tych wyprzedził go jedynie Francuz André Dufraisse, a trzecie miejsce zajął kolejny reprezentant Francji, Georges Meunier. Był to jedyny medal wywalczony przez niego na międzynarodowej imprezie tej rangi. Był też między innymi piąty na mistrzostwach świata w Tolosie w 1960 roku oraz szósty na rozgrywanych rok wcześniej mistrzostwach świata w Genewie. Wielokrotnie zdobywał medale przełajowych mistrzostw kraju, w tym sześć złotych. Startował także na szosie, ale bez większych sukcesów. Nigdy nie wystąpił na igrzyskach olimpijskich. W 1966 roku zakończył karierę.